# 今井勇之進
今井 勇之進（いまい ゆうのしん、1907年10月12日 - 2001年9月18日）は、日本の金属工学者。東北大学名誉教授。元日本学士院会員。元日本金属学会会長。文化功労者。日本学士院賞受賞。工学博士（東北帝国大学、1947年）。長野県上水内郡柳原村（現・長野市）生まれ。
鉄鋼材料に関する研究を進めた。鋼の微量成分の研究で、窒素が極めて有用な合金成分になることを発見した。1992年文化功労者。村上武次郎は岳父にあたる。

## 略歴
- 旧制長野中学（長野県長野高等学校）、旧制第四高等学校理科甲類卒業
- 1931年3月：東北帝国大学工学部金属工学科卒業、海軍航空技術廠勤務
- 1940年：東北帝国大学金属材料研究所助手
- 1943年1月：東北帝国大学金属材料研究所助教授
- 1947年3月：東北帝国大学金属材料研究所教授
- 1947年5月：東北帝国大学工学博士　博士論文は「鋼の恒温變態に及ぼす諸元素の影響」
- 1967年：日本学士院賞受賞
- 1969年3月：日本金属学会会長
- 1971年3月：東北大学退官
- 1971年4月：東北大学名誉教授
- 1975年4月：社団法人日本金属学会附属金属博物館館長
- 1975年：日本金属学会賞受賞
- 1978年：勲二等瑞宝章受章
- 1979年：日本学士院会員